# Собор Святых Юста и Пастора (Нарбонна)
Собор святых Юста и Пастора  (фр. Cathédrale Saint-Just-et-Saint-Pasteur de Narbonne ) — бывший кафедральный собор, находящийся в городе Нарбонна, Франция. Церковь освящена в честь святых братьев Юста и Пастора и является национальным памятником Франции.
Строительство храма началось в 1272 году. До 1801 года церковь была кафедрой архиепископа епархии Нарбонны, которая после 1801 года была упразднена и объединена с епархией Каркассон.

## Источник
- Dictionnaire des églises de France, Belgique, Luxembourg, Suisse, Robert Laffont, Paris, tome II-C, стр. 109—110.